# Wilhelm Heinrich Rohmeyer
Wilhelm Heinrich Rohmeyer (* 14. April 1882 in Einbeck; † 1936 in Fischerhude) war ein deutscher Maler, Grafiker und Möbeltischler in Fischerhude.

## Biografie

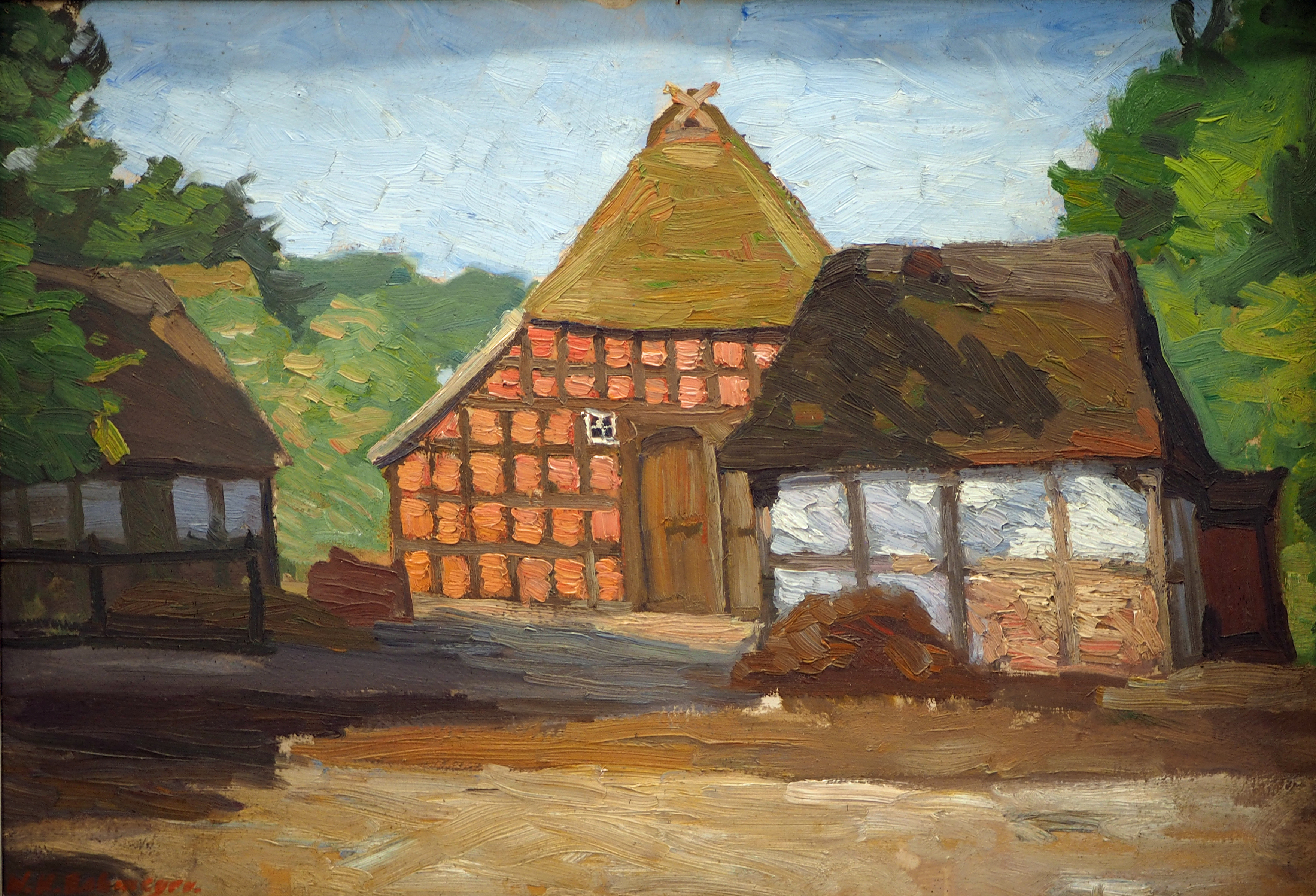
Hof in Fischerhude

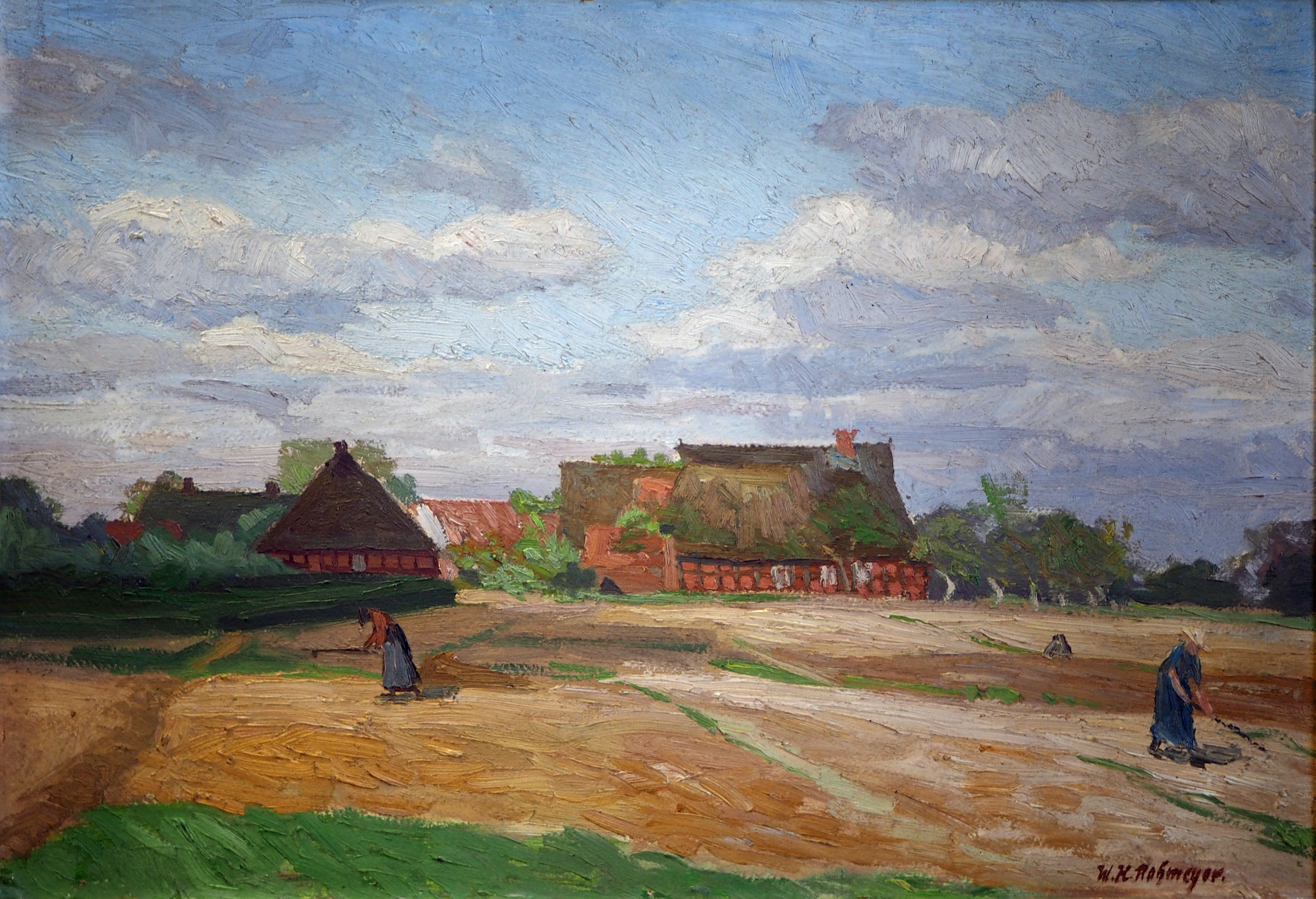
Frauen bei der Feldarbeit

Als Sohn eines Tapetenfabrikanten in Einbeck geboren, hatte Rohmeyer zunächst verschiedene Kunstakademien besucht. 1903 schloss er sich Fritz Mackensen an und lernte auf einer gemeinsamen Wanderung den Ort Fischerhude kennen. Hier ließ er sich 1904 als erster einer Reihe von Künstlern (Heinrich Breling, Amelie Breling, Otto Modersohn, Clara Rilke-Westhoff) nieder. Die Wintermonate 1905/06 und 1908/09 verbrachte er in Olevano und Rom. 1912 ging er noch einmal an eine Kunstakademie, um sich als Meisterschüler von Hans Olde in Kassel weiterzuentwickeln. Ins vertraute Fischerhude zurückgekehrt, baute er sich 1914 ein Atelierhaus in der Bredenau.
Sein vielseitiges Schaffen äußerte sich in Malerei und Grafik, seit dem Ende der 1920er Jahre auch in Blaudruckerei, Architektur, Möbeltischlerei und Spielzeugherstellung. So entstand auch nach seinen Plänen das Wohnhaus Oberneulander Landstraße 141A in Bremen.
Seinem Wohnort und der landschaftlichen Umgebung galt sowohl sein künstlerisches Interesse als auch seine verantwortungsvolle Zuwendung als Architekt und Gründer der Fischerhuder Kunstschau (1921). Es ist mit sein Verdienst, dass sich Fischerhude – anders als Worpswede – seinen bäuerlichen Charakter bewahren konnte.
Sein Sohn war der Fotograf Klaus Rohmeyer (1929–2013).